# 岡田なおこ
岡田 なおこ（おかだ なおこ、1961年 - 2025年2月5日 ）は日本の児童文学作家。
本名・尚子。脳性まひによる四肢体幹障害者。

## 略歴
東京都生まれ。東京都立光明養護学校・東京都立深沢高等学校卒業後、日本児童文学者協会主催の「児童文学学校」「創作教室」を修講。
1991年『薫ing』で第30回野間児童文芸新人賞を受賞。2002年『ひなこちゃんと歩く道』で第43回日本児童文学者協会賞受賞。

## 著書
- 『薫ing』（岩崎書店、ヤング・アダルト文庫） 1991
- 『真夏のscene』（文渓堂） 1993
- 『ふたりっ子』（桑原良江絵、岩崎書店） 1994
- 『ノートにかいたながれ星』（久住卓也絵、講談社） 1996
- 『なおこになる日』（小学館） 1998
- 『ぼくたちJ2スペシャル!』（岡本順画、童心社） 2000
- 『ゆっくりゆっくり』（脚本、尾崎曜子絵、童心社、バリアフリーの紙しばい） 2001
- 『ひなこちゃんと歩く道』（まるおたお画、童心社） 2002
- 『サムデイ いつか』（岩崎書店） 2007
- 『コナツチャン@ファンサイト 謎のマーマレードさん』（須田さぎり画、童心社、フォア文庫） 2009
- 『誕生石はムーンストーン』（桑原良江絵、新日本出版社） 2009

## 翻訳
- 『おねえちゃんとわたし』（ミッシェル・エマート文、ゲイル・オーウェ絵、太田真智子共訳、山田真日本語版監修、小学館） 1999